# Cruzamiento monohíbrido
El primer experimento realizado por Mendel consistió en el cruzamiento dirigido de dos plantas homocigotas (líneas puras) para un mismo carácter. Este tipo de cruzamiento se denomina cruzamiento monohíbrido.

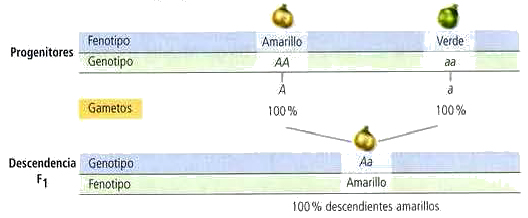
Cruzamiento entre sí de plantas homocigotas.

## Experimento de Mendel
Para realizar el cruzamiento, Mendel, escogió el carácter "color de la semilla", el cual podía ser verde o amarilla. (Para asegurarse de que una planta era homocigota, la cruzaba consigo misma y vigilaba que todos sus descendientes fueran iguales a la progenitora). El cruzamiento de dos plantas homocigotas para un mismo carácter dio como resultado en la primera generación (F1) plantas híbridas con su genotipo heterocigoto y su fenotipo uniforme (todas las semillas amarillas). Mendel supuso que las plantas progenitoras tenían una dotación doble o diploide de variantes para el carácter "color de semilla": uno dominante que corresponde al color amarillo (A) y otro recesivo que corresponde al verde (a), y que, por lo tanto, los descendientes deberían recibir la mitad de factores hereditarios de cada padre. 

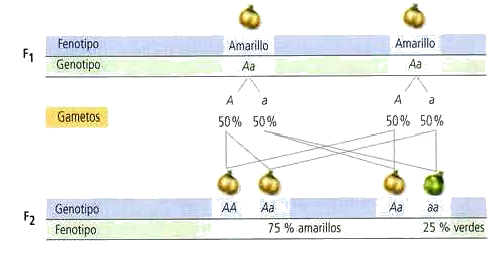
Resultado del cruzamiento entre sí de plantas heterocigotas.

### Resultados
Posteriormente, al cruzar entre sí las plantas heterocigotas (F1) comprobó que en la segunda generación de descendientes (F2) se obtenía una proporción genotípica de: 1AA : 2Aa : 1aa y una proporción fenotípica de 3 amarillos : 1 verde.

### Conclusiones
A partir del cruzamiento monohíbrido se establece el primer principio mendeliano (principio de segregación). Según este principio, los factores de la herencia que informan sobre un mismo carácter segregan de manera equitativa durante el proceso de formación de gametos; es decir, se separan a las células hijas con la misma probabilidad, lo que explica la reaparición de los rasgos recesivos en el segundo cruzamiento.